# Sjögärde
Sjögärde är en by i Gislaveds kommun, Jönköpings län (Småland). Den ligger i Södra Hestra distrikt (Södra Hestra socken) och innefattar sju hushåll.
Byn är belägen utmed länsväg 526, i folkmun[källa behövs] även kallad tullvägen vars namn kommer från tiden då Halland tillhörde Danmark.